# V.K. Krishna Menon
V.K. Krishna Menon (fullst. Vengalil Krishnan Krishna Menon), född 3 maj 1896 vid Panniyankara i Calicut, nuvarande Kerala i södra Indien, död 6 oktober 1974, var en engelsk och indisk politiker. 
Menon, som var son till en förmögen advokat i Calicut, kom 1924 till London, där han blev frihetskämpe i exil och bl.a. grundade föreningen India League 1928. Han aktiverade sig även i den inhemska politiken och invaldes 1934 som kommunfullmäktig (councilman) i St. Pancras i London. Han återvaldes där i flera perioder, tills slutligen den indiska självständigheten infann sig, och Menon utsågs till Indiens förste ambassadör (High Commissioner) i Storbritannien.
Under 1950-talet belönades Menon med fler uppdrag, delvis till följd av sin långvariga opinionsbildande verksamhet i Storbritannien, men delvis också på grund av sin personliga vänskap med premiärministern Nehru. 1952 - 1953 och 1954 - 1962 var Krishna Menon Indiens ambassadör i FN. Från 1953 var han också ledamot av Rajya Sabha. 3 februari 1956 blev Menon konsultativt statsråd i Indiens regering. 1957 blev han invald i Lok Sabha för en valkrets i Bombay, och samma år utnämndes han så till landets försvarsminister. Han lämnade regeringen 1962, efter gränsdispyten med Kina, och pensionerade sig.